# 1999年國際足協世界足球先生
1999年國際足協世界足球先生，由巴西球员里瓦尔多获得，他以创纪录的最高分543战胜了大卫·贝克汉姆，后者获得了194分，也是英国球员所获得的最高分数。

## 投票结果
|    | 球员姓名                             | 得分 |
| 1  | 里瓦尔多（Rivaldo）                  | 543  |
| 2  | 大卫·贝克汉姆（David Beckham）       | 194  |
| 3  | 巴蒂斯图塔（Gabriel Batistuta）      | 79   |
| 4  | 齐内丁·齐达内（Zinedine Zidane）     | 68   |
| 5  | 克里斯蒂安·维耶里（Christian Vieri） | 39   |
| 6  | 路易斯·菲戈（Luis Figo）             | 35   |
| 7  | 安德烈·舍甫琴科（Andriy Shevchenko） | 34   |
| 8  | 劳尔·冈萨雷斯（Raul Gonzalez）       | 31   |
| 9  | 安迪·科尔（Andy Cole）               | 24   |
| 10 | 德怀特·约克（Dwight Yorke）          | 19   |